# Muhlenbergia nigra
Muhlenbergia nigra är en gräsart som beskrevs av Albert Spear Hitchcock. Muhlenbergia nigra ingår i släktet muhlygräs, och familjen gräs. Inga underarter finns listade i Catalogue of Life.